# Lepthyphantes saurensis
Lepthyphantes saurensis är en spindelart som beskrevs av Kirill Yeskov 1995. Lepthyphantes saurensis ingår i släktet Lepthyphantes och familjen täckvävarspindlar.
Artens utbredningsområde är Kazakstan. Inga underarter finns listade i Catalogue of Life.